# Cannessières
Cannessières é uma comuna francesa na região administrativa de Altos da França, no departamento de Somme. Estende-se por uma área de 3,75 km². Em 2010 a comuna tinha 68 habitantes (densidade: 18,1 hab./km²).